# Черногорский перпер
Черного́рский пе́рпер (черног. Црногорски перпер) — государственная валюта княжества, а впоследствии — королевства Черногория в период с 1909 по 1918 год. Название происходит от сербского перпера — денежной единицы Сербского царства, преемником которого считала себя Черногория. Перпер состоял из 100 пар.

## История
До введения перпера в Черногории находились в обращении австро-венгерская крона, турецкая лира, французский франк и другие валюты. В 1851 году было предложено ввести собственную валюту, черногорский перун, но из-за смерти Петра II предложение осталось нереализованным.
В 1906 году были выпущены монеты достоинством 1, 2, 10 и 20 пар. Монеты 1 и 2 пары были изготовлены из бронзы, 10 и 20 пар — из никеля.
4 мая 1909 года указом князя Николы I объявлено о введении национальной денежной единицы — перпера. В том же году были отчеканены монеты в 1 и 5 перперов. В 1910 году последовала монета номиналом в 2 перпера. Золотые 10 и 20 перперов были также выпущены в 1910 году, вместе с ограниченной партией монет достоинством в 100 перперов.
После вхождения Черногории в состав Королевства сербов, хорватов и словенцев перпер был заменён на крону Королевства сербов, хорватов и словенцев, а затем, в 1920 году, — на югославский динар.
В конце XX века в Черногории существовали проекты вернуть перпер в обращение. Однако было решено использовать в качестве валюты немецкую марку, которую впоследствии заменил евро.

## Монеты
Серебряные монеты чеканились в Париже, остальные — в Вене. Характеристики серебряных и золотых монет соответствовали монетам Австро-Венгрии.
| Изображение                   | Номинал                     | Металл                      | Диаметр                     | Вес                         | Гурт                        | Годы чеканки                |
| Выпуск княжества Черногория   | Выпуск княжества Черногория | Выпуск княжества Черногория | Выпуск княжества Черногория | Выпуск княжества Черногория | Выпуск княжества Черногория | Выпуск княжества Черногория |
| ----------------------------- | --------------------------- | --------------------------- | --------------------------- | --------------------------- | --------------------------- | --------------------------- |
|                               | 1 пара                      | бронза                      | 17 мм                       | 1,66 г                      |                             | 1906                        |
|                               | 2 пары                      | бронза                      | 19 мм                       | 3,3 г                       |                             | 1906, 1908                  |
|                               | 10 пар                      | никель                      | 19 мм                       | 3 г                         | рубчатый                    | 1906, 1908                  |
|                               | 20 пар                      | никель                      | 21 мм                       | 4 г                         | рубчатый                    | 1906, 1908                  |
|                               | 1 перпер                    | серебро 835                 | 24 мм                       | 5 г                         | рубчатый                    | 1909                        |
|                               | 2 перпера                   | серебро 835                 | 27 мм                       | 10 г                        | гладкий с надписью          | 1910                        |
|                               | 5 перперов                  | серебро 900                 | 34 мм                       | 24 г                        | рубчатый                    | 1909                        |
|                               | 10 перперов                 | золото 900                  | 19 мм                       | 3,3875 г                    |                             | 1910                        |
|                               | 20 перперов                 | золото 900                  | 21 мм                       | 6,7751 г                    |                             | 1910                        |
|                               | 100 перперов                | золото 900                  | 34,5 мм                     | 33,8753 г                   |                             | 1910                        |
| Выпуск Королевства Черногория |                             |                             |                             |                             |                             |                             |
|                               | 1 пара                      | бронза                      | 17 мм                       | 1,66 г                      |                             | 1913, 1914                  |
|                               | 2 пары                      | бронза                      | 19 мм                       | 3,33 г                      |                             | 1913, 1914                  |
|                               | 10 пар                      | никель                      | 18,5 мм                     | 3 г                         | рубчатый                    | 1913, 1914                  |
|                               | 20 пар                      | никель                      | 21 мм                       | 4 г                         | рубчатый                    | 1913, 1914                  |
|                               | 1 перпер                    | серебро 835                 | 23 мм                       | 5 г                         | рубчатый                    | 1912, 1914                  |
|                               | 2 перпера                   | серебро 835                 | 27 мм                       | 10 г                        | гладкий с надписью          | 1914                        |
|                               | 5 перперов                  | серебро 900                 | 36 мм                       | 24 г                        |                             | 1912, 1914                  |
|                               | 10 перперов                 | золото 900                  | 19 мм                       | 3,3875 г                    |                             | 1910                        |
|                               | 20 перперов                 | золото 900                  | 21,1 мм                     | 6,7751 г                    | гладкий с надписью          | 1910                        |
|                               | 100 перперов                | золото 900                  | 37 мм                       | 33,8753 г                   |                             | 1910                        |

## Банкноты
Банкноты достоинством 1, 2, 5, 10, 50 и 100 перперов были выпущены казначейством в 1912 году. В 1914 году правительство выпустило ещё три серии купюр номиналом 1, 2, 5, 10, 20, 50 и 100 перперов. Во время австро-венгерской оккупации (1916—1918) банкноты второй и третьей серии дополнительно печатались военными правительственными окружными командами. В 1917 году австрийцы выпустили конвертируемые ваучеры в монетах-перперах (нем. Münzperper) и австро-венгерских кронах. При этом курс был таков: 2 бумажных перпера приравнивались к 1 монете-перперу, или 1 кроне.